# Jan Krejčí (fotbalista)
Jan Krejčí (* 8. května 1939) je bývalý český fotbalista, který nastupoval jako záložník nebo útočník.

## Hráčská kariéra
V československé lize nastoupil ve 3 utkáních za Slovan Teplice, aniž by skóroval. Za Teplice hrál také ve druhé lize.

### Ligová bilance
| Ročník                | Zápasy | Góly | Minuty | Klub              |
| --------------------- | ------ | ---- | ------ | ----------------- |
| II. liga 1958/59      | 1      | 0    | –      | TJ Tatran Teplice |
| II. liga 1960/61      | 4      | 1    | –      | TJ Slovan Teplice |
| II. liga 1961/62      | 22     | 2    | –      | TJ Slovan Teplice |
| II. liga 1962/63      | 26     | 3    | –      | TJ Slovan Teplice |
| II. liga 1963/64      | 19     | 2    | –      | TJ Slovan Teplice |
| I. liga 1964/65       | 3      | 0    | 211    | TJ Slovan Teplice |
| CELKEM I. LIGA (1964) | 3      | 0    | 211    |                   |